# 邱占祥
邱占祥（1936年3月—），中国古脊椎动物学家。出生于青岛市。中国科学院古脊椎动物与古人类研究所研究员。1960年莫斯科大学毕业，1984年在德国美茵兹古堡大学获博士学位。